# Diocèse de Teruel et Albarracín
Le diocèse de Teruel et Albarracín (en latin : dioecesis Terulensis et Albarracinensis ; en aragonais : diocesi de Teruel y Albarrazín ; en espagnol : diócesis de Teruel y Albarracín) est une Église particulière de l'Église catholique en Espagne.
Érigé en 1577, le diocèse de Teruel (en latin : dioecesis Terulensis ; en aragonais : diocesi de Teruel ; en espagnol : diócesis de Teruel) est un diocèse historique de l'Aragon.
Depuis 1984, il est uni aeque principaliter avec le diocèse d'Albarracín (en latin : dioecesis Albarracinensis ; en aragonais : diocesi de Albarrazín ; en espagnol : diócesis de Albarracín), autre diocèse historique d'Aragon.

Localisation du diocèse.

## Territoire
Le diocèse couvre cent quatre-vingt-trois municipalités de la province civile de Teruel, à savoir : Ababuj, Abejuela, Aguatón, Aguaviva, Aguilar del Alfambra, Alacón, Alba, Albarracín, Albentosa, Alcaine, Alcalá de la Selva, Alcorisa, Alfambra, Aliaga, Allepuz, Allueva, Almohaja, Alobras, Alpeñés, Anadón, Arcos de las Salinas, Argente, Bádenas, Báguena, Bañón, Barrachina, Bea, Bello, Berge, Bezas, Blancas, Blesa, Bordón, Bronchales, Bueña, Burbáguena, Cabra de Mora, Calamocha, Calomarde, Camañas, Camarena de la Sierra, Camarillas, Caminreal, Cantavieja, Cañada de Benatanduz, Cañada Vellida, Cañizar del Olivar, Cascante del Río, Castejón de Tornos, Castel de Cabra, El Castellar, Castellote, Cedrillas, Celadas, Cella, Corbalán, Cortes de Aragón, Cosa, Crivillén, La Cuba, Cubla, Cucalón, El Cuervo, Cuevas de Almudén, Cuevas Labradas, Ejulve, Escorihuela, Escucha, Estercuel, Ferreruela de Huerva, Fonfría, Formiche Alto, Fortanete, Foz-Calanda, Frías de Albarracín, Fuenferrada, Fuentes Calientes, Fuentes Claras, Fuentes de Rubielos, Galve, Gargallo, Gea de Albarracín, Griegos, Guadalaviar, Gúdar, Hinojosa de Jarque, La Hoz de la Vieja, Huesa del Común, La Iglesuela del Cid, Jabaloyas, Jarque de la Val, Jorcas, Josa, Lagueruela, Lanzuela, Libros, Lidón, Linares de Mora, Loscos, Maicas, Manzanera, Martín del Río, Mas de las Matas, La Mata de los Olmos, Mezquita de Jarque, Mirambel, Miravete de la Sierra, Molinos, Monforte de Moyuela, Monreal del Campo, Montalbán, Monteagudo del Castillo, Monterde de Albarracín, Mora de Rubielos, Moscardón, Mosqueruela, Muniesa, Noguera de Albarracín, Nogueras, Nogueruelas, Obón, Odón, Ojos Negros, Olba, Oliete, Los Olmos, Orihuela del Tremedal, Orrios, Palomar de Arroyos, Pancrudo, Las Parras de Castellote, Peracense, Peralejos, Perales del Alfambra, Pitarque, Plou, El Pobo, Pozondón, Pozuel del Campo, La Puebla de Valverde, Puertomingalvo, Rillo, Riodeva, Ródenas, Royuela, Rubiales, Rubielos de la Cérida, Rubielos de Mora, Salcedillo, Saldón, San Agustín, San Martín del Río, Santa Cruz de Nogueras, Santa Eulalia, Sarrión, Segura de los Baños, Seno, Singra, Terriente, Teruel, Toril y Masegoso, Tormón, Tornos, Torralba de los Sisones, Torre de las Arcas, Torre los Negros, Torrecilla del Rebollar, Torrelacárcel, Torremocha de Jiloca, Torres de Albarracín, Torrijas, Torrijo del Campo, Tramacastiel, Tramacastilla, Tronchón, Utrillas, Valacloche, Valbona, Valdecuenca, Valdelinares, El Vallecillo, Veguillas de la Sierra, Villafranca del Campo, Villahermosa del Campo, Villanueva del Rebollar de la Sierra, Villar del Cobo, Villar del Salz, Villarluengo, Villarquemado, Villarroya de los Pinares, Villastar, Villel, Visiedo, Vivel del Río Martín et La Zoma.
En 2022, le diocèse comptait deux cent cinquante-neuf paroisses.

## Histoire
Le diocèse d'Albarracín est érigé en 1172. Par la bulle Petitio vestra nobis du 18 mars 1258, le pape Alexandre IV l'unit au diocèse de Segorbe. Par une bulle du 21 juillet 1577, il en est détaché.
Le diocèse de Teruel est érigé le 31 juillet 1577, à partir de l'archidiocèse métropolitain de Saragosse. Par la bulle In supereminenti du 5 octobre 1587, le pape Sixte V confirme son érection.
Le 12 juillet 1839, le siège épiscopal d'Albarracín devient vacant par la mort de son évêque, José Talayero Royo.
Sous le pontificat de Pie IX et le règne d'Isabelle II, un concordat est signé à Madrid, le 16 mars 1851. Il conserve le diocèse de Teruel et unit à celui-ci le diocèse d'Albarracín. Bien que l'évêque de Teruel joigne à son titre celui d'Albarracín, l'union n'est pas une union in persona episcopi : le diocèse d'Albarracín cesse d'être un diocèse et sa cathédrale est réduite à une collégiale.
Par la constitution apostolique Cor Nostrum du 11 août 1984, le pape Jean-Paul II unit aeque principaliter les diocèses de Teruel et d'Albarracín.
Diocèse de Teruel et Albarracín — Créé en 1985.
Diocèse de Segorbe — 1173-1259, avec le siège épiscopal à Albarracín
Diocèse de Segorbe-Albarracín — 1259-1571 ou 1576.
Diocèse d'Albarracín — 1577-1852.
Diocèse de Teruel — 1577-1851.
Diocèse de Teruel-Albarracín — 1852-1984.

## Cathédrales
La cathédrale de Teruel, dédiée à sainte Marie, est la cathédrale du diocèse.
La cathédrale d'Albarracín, dédiée au Rédempteur, est la co-cathédrale du diocèse.

## Évêques

### Évêques de Teruel-Albarracín (1852-1984)
- 1852-1861 : Francisco Landeira Sevilla
- 1861-1869 : Francisco de Paula Jiménez Muñoz
- 1874-1876 : Victoriano Guisasola y Rodríguez
- 1876-1880 : Francisco de Paula Moreno y Andreu
- 1880-1890 : Antonio Ibáñez y Galiano
- 1891-1894 : Maximiliano Fernández del Rincón y Soto Dávila[14]
- 1894-1896 : Antonio Estalella y Sivilla[15]
- 1896-1905 : Juan Comes y Vidal[16]
- 1905-1934 : Juan Antón de la Fuente[17]
- 1935-1939 : Anselmo Polanco y Fonteche[18]
- 1944-1968 : León Villuendas Polo[19]
- 1968-1972 : Juan Ricote Alonso[20]
- 1974-1984 : Damián Iguacén Borau[21]

### Évêques de Teruel et Albarracín (depuis 1984)
- 1984-1984 : Damián Iguacén Borau
- 1985-2003 : Antonio Angel Algora Hernando[22]
- 2004-2009 : José Manuel Lorca Planes[23]
- 2010-2016 : Carlos Manuel Escribano Subías[24]
- 2016-2021 : Antonio Gómez Cantero[25]
- 2021-2025 : José Antonio Satué Huerto (es)